# Johannes Beyreuther
Johannes Beyreuther (* 1. Januar 1921 in Breitenbrunn im sächsischen Erzgebirge; † 3. November 2010) war ein deutscher Musiklehrer und Erfinder.
Er betrieb in Kolbermoor eine Musikschule und unterrichtete dort auf 6-plus-6-Tastaturen. Er setzte sich für eine Reform der Notenschrift ein. Eine von ihm entwickelte Wabentastatur wurde am 29. Februar 1968 unter der Patentnummer 1247826 beim Deutschen Patentamt patentiert.

## Leben
Johannes Beyreuther absolvierte die Mittelschule und anschließend zwei Pflichtjahre Grundausbildung beim Militär. Er wurde im Zweiten Weltkrieg einberufen und gelangte nach Kriegsende in französische Gefangenschaft.
In Anlehnung an die Methode des Musiktheoretikers Hugo Riemann entwickelte Beyreuther über die regelmäßige Anordnung der Tasten ein Modulationsschema das für alle Tonarten gleich einfach anzuwenden ist. Er entwarf eine mit der neuen Tastatur abgestimmte Notenschrift, um eine einfache optische Übertragungsmöglichkeit zu schaffen. In Kanada ließ er ein erstes Instrument mit einer 6-plus-6-Tastatur herstellen und im Jahr 1959 wurde dort eine erste Version seines Notationssystems patentiert. In Deutschland erfand er eine Klaviatur im Wabensystem, für die er ebenfalls ein Patent erhielt.
Über die Entwicklungen von Beyreuther wurde in internationalen Fachpublikationen berichtet und sie wurden mehrfach an internationalen Konferenzen der Music Notation Modernization Association MMA vorgestellt, so 1991 in St. Louis, 1994 in Rotterdam und 1997 in Cebu City in den Philippinen.
Politisch engagierte er sich in der NPD, für die er bei der Bundestagswahl 1969 erfolglos im Bundestagswahlkreis Altötting und auf der bayerischen Landesliste kandidierte. Zeitweise war er auch NPD-Kreisvorsitzender im Landkreis Mühldorf am Inn, trat aber Anfang 1967 aus persönlichen Gründen von diesem Amt zurück.

## Fachpublikationen und Vorträge
- Johannes Beyreuther: Musizieren ohne Hindernisse – Der neue Weg zur Musik. Kolbermoor, 1985.
- Johannes Beyreuther: The big error. In: Music notation news. The journal of the Music Notation Modernization Association. Band 9, Nr. 3, 1999, ISSN 0258-963X, S. 3–6.
- Johannes Beyreuther: We cannot expect help from anybody. In: Second MNMA conference proceedings, 1991, Saint Louis, USA: With test drive the new notation systems. Notation Research Press, 1994, ISBN 0-9638849-0-5, S. 13–18.
- Johannes Beyreuther: The 6 to 6 notation (demonstrated on a 6 to 6 instrument). In: Third MNMA conference proceedings, 1994, Rotterdam, Netherlands. 1999, ISBN 0-9638849-3-X, S. 135–148.
- Johannes Beyreuther: The teaching experience in the six-six system. In: Fourth MNMA conference proceedings, 1997: Cebu City, Philippines. 2000, ISBN 0-9638849-4-8, S. 11–14.

## Auszeichnungen
Johannes Beyreuther erhielt im Zusammenhang mit der Entwicklung von 6-plus-6-Instrumenten mehrere Ehrungen, darunter den Ehrenpreis des Deutschen Bundesministers für Wissenschaft und Forschung an der Wiener Erfindermesse im Jahr 1971.